# Communauté de communes du comté de Grimont
La communauté de communes du comté de Grimont est une ancienne communauté de communes française, située dans le département du Jura et la région Bourgogne-Franche-Comté.
Elle disparaît le 1er janvier 2017 et laisse place à la communauté de communes Arbois, Poligny, Salins – Cœur du Jura.

## Historique
- 31 décembre 1997 : Acte fondateur de la Communauté de Communes du Comté de Grimont avec au départ 8 communes : Abergement-le-Petit, Aumont, Buvilly, Chamole, Grozon, Miéry, Poligny et Tourmont.
- Un an plus tard, Neuvilley et Saint-Lothain les rejoignent.
- 2001 et 2002 : adhésion de 17 communes : Villerserine d’abord, puis Barretaine, Bersaillin, Besain, Biefmorin, Brainans, Le Chateley, Chaussenans, Colonne, Molain, Monay, Montholier, Oussières, Plasne, Vaux-sur-Poligny et Villers-les-Bois, puis Darbonnay.
- 2010 : adhésion de Picarreau.
- 2012 : adhésion de Fay-en-Montagne et Le Fied, ce qui porte le nombre de communes à 30.

## Profil financier
- Mode de financement : Taxe professionnelle unique.
- DGF bonifiée : oui
- Dotation de solidarité communautaire (DSC) : non
- Redevance d'enlèvement des ordures ménagères (REOM) : oui
- Taxe d'enlèvement des ordures ménagères (TEOM) : non
- Autre redevance : non
- Autre taxe : non

## Composition
La communauté de communes regroupait des 30 communes suivantes :
| Nom                 | Code Insee | Gentilé          | Superficie (km2) | Population (dernière pop. légale) | Densité (hab./km2) |
| ------------------- | ---------- | ---------------- | ---------------- | --------------------------------- | ------------------ |
| Poligny (siège)     | 39434      | Polinois         | 51,48            | 4 146 (2014)                      | 81                 |
| Abergement-le-Petit | 39003      | Abergementiers   | 1,52             | 35 (2014)                         | 23                 |
| Aumont              | 39028      | Aumontois        | 7,97             | 454 (2014)                        | 57                 |
| Barretaine          | 39040      |                  | 9,23             | 176 (2014)                        | 19                 |
| Bersaillin          | 39049      |                  | 13,90            | 404 (2014)                        | 29                 |
| Besain              | 39050      | Béseniers        | 12,84            | 154 (2014)                        | 12                 |
| Biefmorin           | 39054      |                  | 11,25            | 82 (2014)                         | 7,3                |
| Brainans            | 39073      | Brainanais       | 7,07             | 162 (2014)                        | 23                 |
| Buvilly             | 39081      | Buvillois        | 6,00             | 381 (2014)                        | 64                 |
| Chamole             | 39094      | Chamolais        | 5,78             | 169 (2014)                        | 29                 |
| Le Chateley         | 39119      |                  | 4,67             | 89 (2014)                         | 19                 |
| Chaussenans         | 39127      | Chausseniers     | 4,40             | 96 (2014)                         | 22                 |
| Colonne             | 39159      | Coulonnais       | 11,13            | 269 (2014)                        | 24                 |
| Darbonnay           | 39191      |                  | 4,39             | 96 (2014)                         | 22                 |
| Fay-en-Montagne     | 39222      | Montis-Fagussins | 6,26             | 87 (2014)                         | 14                 |
| Le Fied             | 39225      | Fiedois          | 8,39             | 200 (2014)                        | 24                 |
| Grozon              | 39263      | Grozonnais       | 14,25            | 443 (2014)                        | 31                 |
| Miéry               | 39330      | Miroulis         | 7,67             | 156 (2014)                        | 20                 |
| Molain              | 39336      |                  | 11,50            | 114 (2014)                        | 9,9                |
| Monay               | 39342      | Monayans         | 2,50             | 127 (2014)                        | 51                 |
| Montholier          | 39354      | Barouchins       | 7,99             | 352 (2014)                        | 44                 |
| Neuvilley           | 39386      | Neuvillins       | 4,07             | 83 (2014)                         | 20                 |
| Oussières           | 39401      | Oussièrois       | 7,54             | 235 (2014)                        | 31                 |
| Picarreau           | 39418      | Picarrouliens    | 8,96             | 103 (2014)                        | 11                 |
| Plasne              | 39426      | Plasniers        | 7,76             | 235 (2014)                        | 30                 |
| Saint-Lothain       | 39489      | Saint-Lothinois  | 12,33            | 471 (2014)                        | 38                 |
| Tourmont            | 39535      | Tourmoniers      | 9,73             | 471 (2014)                        | 48                 |
| Vaux-sur-Poligny    | 39548      | Vauxois          | 1,26             | 96 (2014)                         | 76                 |
| Villers-les-Bois    | 39570      | Villerbotins     | 10,50            | 205 (2014)                        | 20                 |
| Villerserine        | 39568      | Villersenians    | 2,85             | 54 (2014)                         | 19                 |

## Administration
| Période | Période | Identité               | Étiquette                 | Qualité                     |
| ------- | ------- | ---------------------- | ------------------------- | --------------------------- |
| 1996    | 2001    | Jean Claude Collin     | Parti Communiste Français | Maire de Poligny (Jura)     |
| 2001    | 2008    | Yves-Marie Lehmann     | UMP                       | Maire de Poligny(Jura)      |
| 2008    | 2017    | Jean-François Gaillard | UMP                       | Adjoint au maire de Poligny |

## Compétences
- Collecte des déchets des ménages et déchets assimilés,
- Traitement des déchets des ménages et déchets assimilés,
- Autres actions environnementales,
- Création, aménagement, entretien et gestion de zone d'activités industrielle, commerciale, tertiaire, artisanale ou touristique,
- Action de développement économique (Soutien des activités industrielles, commerciales ou de l'emploi, Soutien des activités agricoles et forestières...),
- Construction ou aménagement, entretien, gestion d'équipements ou d'établissements culturels, socioculturels, socio-éducatifs,
- Construction ou aménagement, entretien, gestion d'équipements ou d'établissements sportifs,
- Activités culturelles ou socioculturelles,
- Activités sportives,
- Schéma de cohérence territoriale (SCOT),
- Création et réalisation de zone d'aménagement concertée (ZAC),
- Constitution de réserves foncières,
- Études et programmation,
- Tourisme,
- Action et aide financière en faveur du logement social d'intérêt communautaire,
- Action en faveur du logement des personnes défavorisées par des opérations d'intérêt communautaire,
- Amélioration du parc immobilier bâti d'intérêt communautaire,
- Droit de préemption urbain (DPU) pour la mise en œuvre de la politique communautaire d'équilibre social de l'habitat,
- Préfiguration et fonctionnement des Pays,
- NTIC (Internet, câble...),
- Autres.